# 深圳文博宫
深圳文博宫是广东省深圳市龙岗区布吉街道西环路88号的一座文化创意产业园，内设古董字画珠宝交易中心，以及祥山艺术馆。开放于2011年11月10日文博会期间。开放当年12月，曾举办非遗博览会。
文博宫占地16万平方米，内有3条390米长的购物大街，一期设有6个展览厅，26个艺术馆，二期建成大门牌坊。三期建有酒店、娱乐配套设施等等。

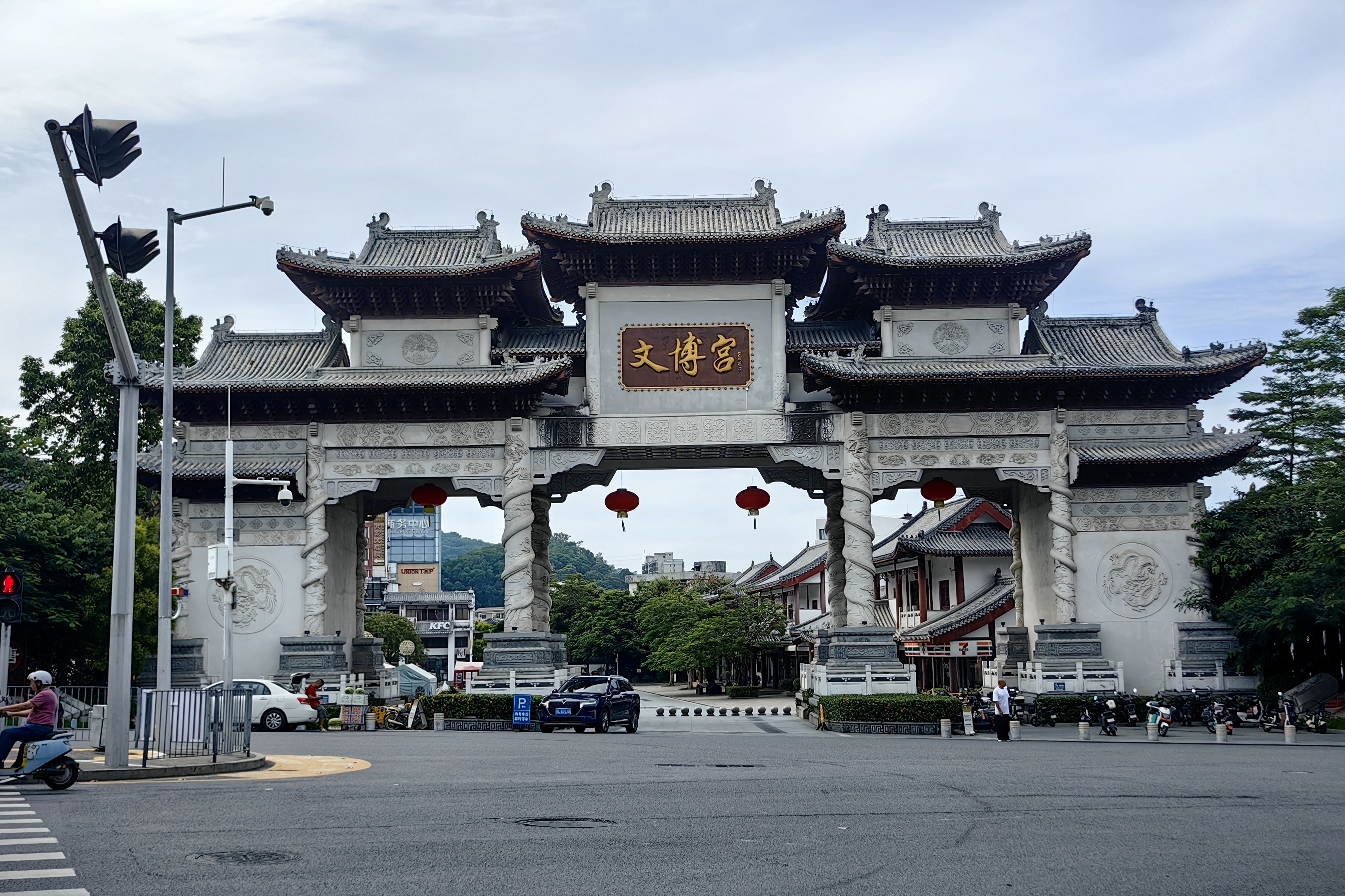
文博宫牌坊

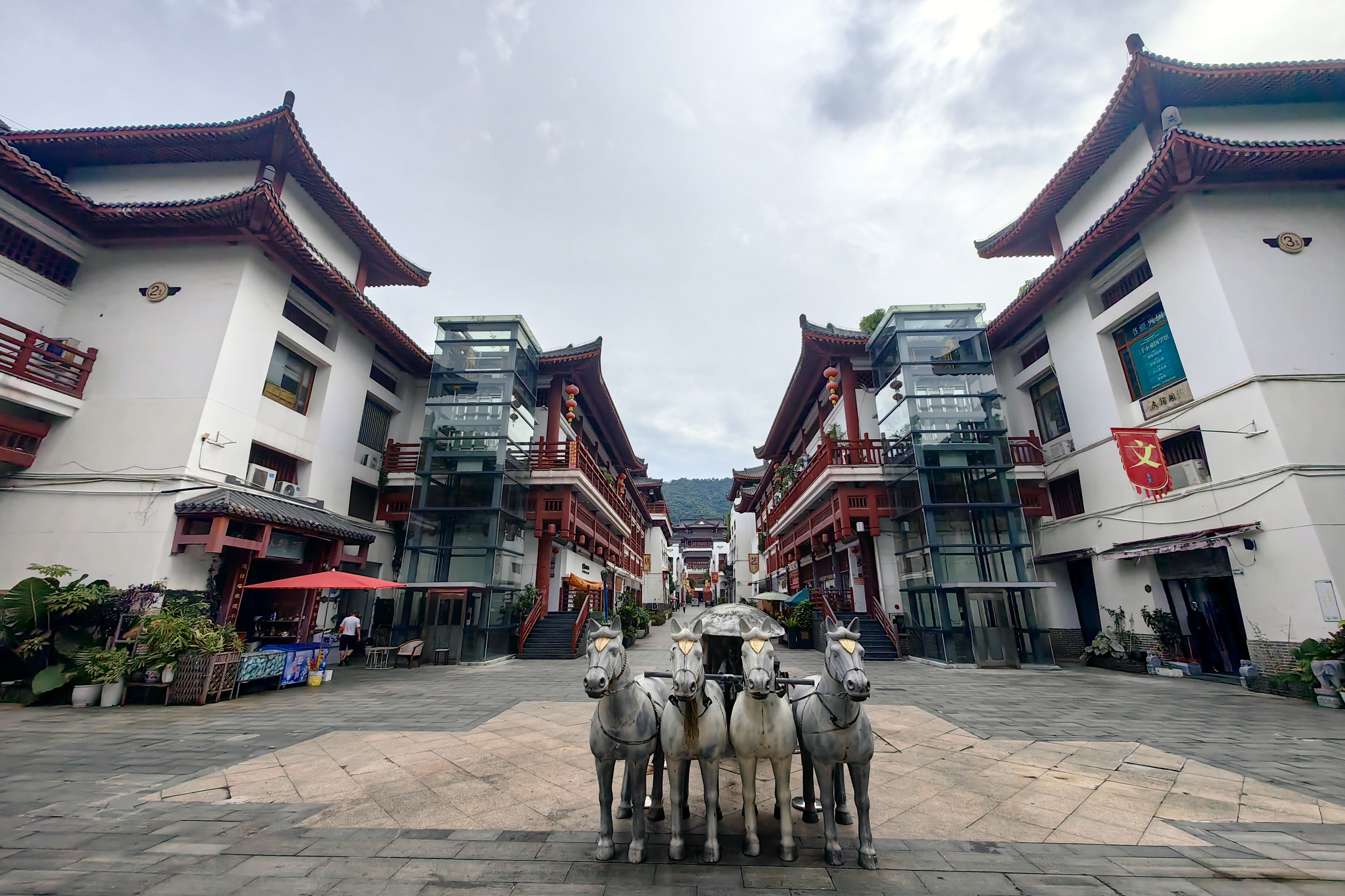
文央大街（原唐宋大街）